# 香港総督

香港総督旗 (1959年-1997年)

香港総督（ホンコンそうとく、英語: Governor of Hong Kong、中: 香港總督（香港总督）、略称: 港督）は、イギリス政府により任命されて植民地時代の香港を統治し、香港政庁の首長である。日本の占領時には、日本政府任命による総督が居た。

## 概要

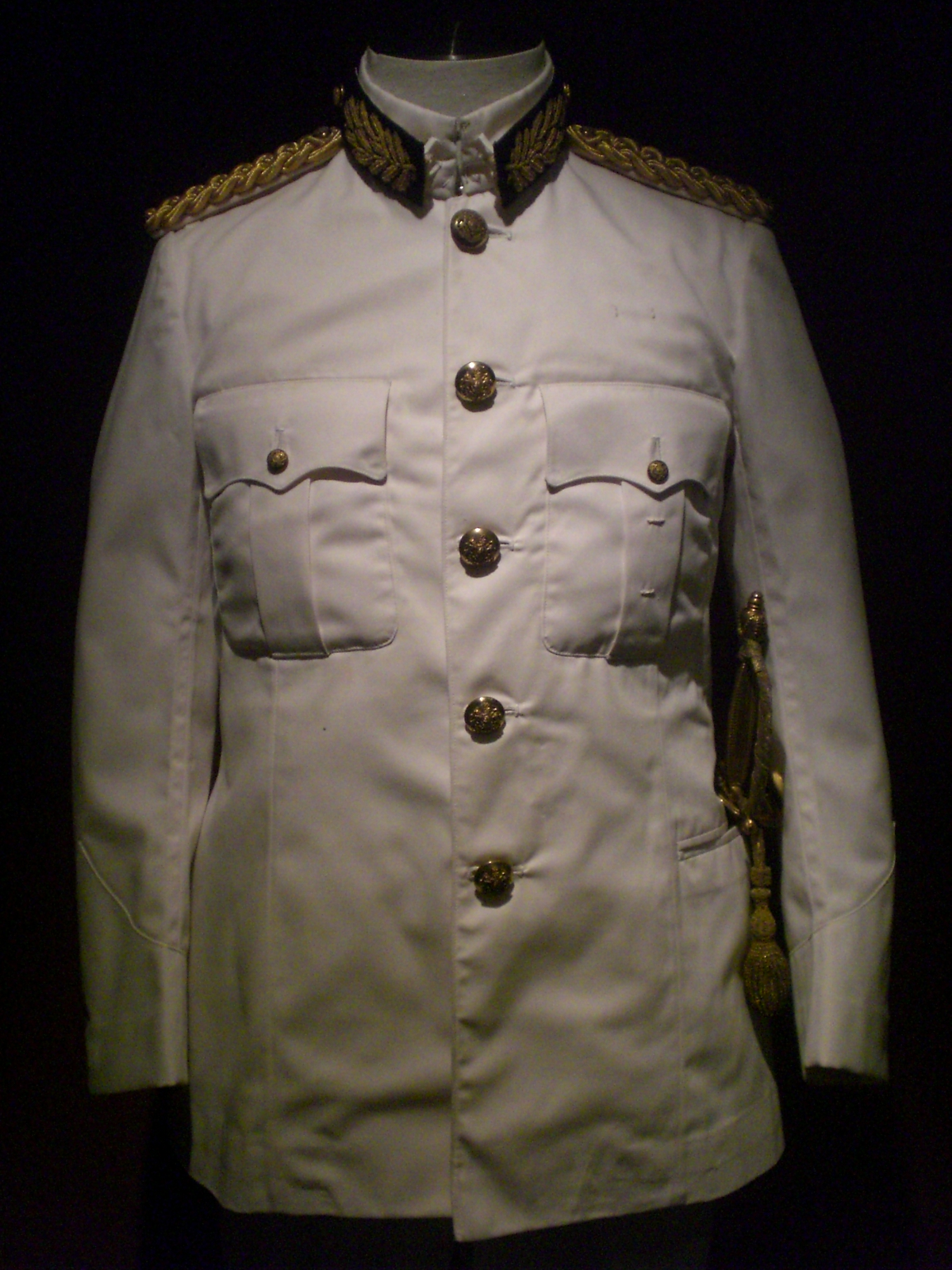
香港総督の礼服

香港総督の役割は英皇制誥（イギリス国王開封勅許状、英語: Hong Kong Letters Patent、1843年）および皇室訓令（英語: Hong Kong Royal Instruction、同年）によって定義された。イギリス国王の名代として大きな権限を持ち、香港における軍司令官を兼ねた。行政諮問機関である行政局および立法機関である立法局の議員は1991年に最初の立法局直接選挙が行われるまで、全て総督により指名された。1997年の香港返還後は、行政権の大部分は香港特別行政区行政長官に、また軍事権は中国人民解放軍駐香港部隊司令官に引き継がれている。
歴代の香港総督の多くはイギリス植民地省の官僚が務めたが、1971年に就任したマクレホース卿以降は外交官出身者が多くなり、最後の香港総督であるパッテンは保守党幹事長も務めた政治家である。
香港の道路など公共施設には、イギリスから中華人民共和国に主権が返還、委譲された現在も、歴代総督の名前が多く用いられている。

## 総督の広東語名
香港で非漢字圏の人名は、一般に音の似ている字を当てはめて音訳する。歴代の香港総督の多くには、それとは別に中国人風の広東語名が付けられた。例えば、第28代総督クリストファー・パッテン（のち一代貴族パッテン卿）は、香港総督として着任するまでは柏藤（パッテンの音訳）と表記されていたが、着任後は彭定康と表記されるようになった。多くの場合、総督の苗字と名前の原音から近いイメージの音になり、なおかつ字義に悪いニュアンスが含まれないなど人名としてふさわしい字を注意深く選んで、2ないし3文字程度の一見中国人風の名前が名付けられた。中英間の関係を少しでも融和させようという意図の下に行われていた。

## 歴代香港総督の一覧
| 任期                                                             | 肖像                         | 総督 | 就任           | 退任                         |
| ---------------------------------------------------------------- | ---------------------------- | --- | -------------- | ---------------------------- |
| 香港行政官                                                       |                              | サー・チャールズ・エリオット 查理·義律 Sir Charles Elliot                                                            | 1841年1月26日  | 1841年8月                    |
| 行政官代理                                                       |                              | アレクサンダー・ロバート・ジョンストン 莊士敦 Alexander Robert Johnston                                              | 1841年6月22日  | 1842年2月1日                 |
| 行政官代理                                                       | 1842年6月13日                | アレクサンダー・ロバート・ジョンストン 莊士敦 Alexander Robert Johnston                                              | 1842年12月2日  |                              |
| 香港行政官                                                       |                              | サー・ヘンリー・ポッティンジャー 砵甸乍 Sir Henry Pottinger                                                          | 1841年8月12日  | 1843年6月25日                |
| 1                                                                | 1843年6月26日                | サー・ヘンリー・ポッティンジャー 砵甸乍 Sir Henry Pottinger                                                          | 1844年5月7日   |                              |
| 2                                                                |                              | サー・ジョン・フランシス・デイビス 戴維斯爵士 Sir John Francis Davis                                                 | 1844年5月8日   | 1848年3月21日                |
| 3                                                                |                              | サー・サミュエル・ジョージ・ボナム 文咸 Sir Samuel George Bonham                                                     | 1848年3月21日  | 1854年4月13日                |
| 4                                                                |                              | サー・ジョン・バウリング 寶靈 Sir John Bowring                                                                       | 1854年4月13日  | 1859年5月2日                 |
| 総督代理                                                         |                              | ウィリアム・ケイン 堅 William Caine                                                                                  | 1859年5月2日   | 1859年9月9日                 |
| 5                                                                |                              | サー・ハーキュリーズ・ロビンソン 夏喬士·羅便臣 Sir Hercules Robinson, later Lord Rosmead                             | 1859年9月9日   | 1865年3月15日                |
| 総督代理                                                         |                              | ウィリアム・トマス・マーサー 孖沙 William Thomas Mercer                                                              | 1865年3月15日  | 1866年3月12日                |
| 6                                                                |                              | サー・リチャード・グレイブズ・マクドネル 麥當奴 Sir Richard Graves MacDonnell                                        | 1866年3月12日  | 1872年4月11日                |
| 総督代理                                                         |                              | ヘンリー・ウェイズ・ウィットフィールド 威非路 Henry Wase Whitfield                                                   | 1872年4月11日  | 1872年4月16日                |
| 7                                                                |                              | サー・アーサー・エドワード・ケネディ 堅尼地 Sir Arthur Edward Kennedy                                                | 1872年4月16日  | 1877年3月1日                 |
| 総督代理                                                         |                              | ジョン・ガーディナー・オースティン 柯士甸 John Gardiner Austin                                                       | 1877年3月1日   | 1877年4月23日                |
| 8                                                                |                              | ジョン・ポープ・ヘネシー 軒尼詩 Sir John Pope Hennessy                                                               | 1877年4月23日  | 1882年3月7日                 |
| 総督代理                                                         |                              | マルコム・ストルアン・トノチー 杜老誌 Malcolm Struan Tonnochy                                                        | 1882年3月7日   | 1882年3月28日                |
| 総督代理                                                         |                              | サー・ウィリアム・ヘンリー・マーシュ 馬師 William Henry Marsh                                                        | 1882年3月28日  | 1883年3月30日                |
| 9                                                                |                              | サー・ジョージ・ファーガソン・ボーウェン 寶雲 Sir George Ferguson Bowen                                              | 1883年3月30日  | 1885年12月21日               |
| 総督代理                                                         |                              | サー・ウィリアム・ヘンリー・マーシュ 馬師 William Henry Marsh                                                        | 1885年12月21日 | 1887年4月25日                |
| 総督代理                                                         |                              | ウィリアム・ゴードン・キャメロン 金馬倫 William Gordon Cameron                                                       | 1887年4月25日  | 1887年10月6日                |
| 10                                                               |                              | サー・ジョージ・ウィリアム・デ・ヴー 德輔 Sir George William Des Vœux                                                | 1887年10月6日  | 1891年5月7日                 |
| 総督代理                                                         |                              | サー・ジョージ・ディグビー・ベーカー 白加 Sir George Digby Barker                                                    | 1891年5月7日   | 1891年12月10日               |
| 11                                                               |                              | サー・ウィリアム・ロビンソン 威廉·羅便臣 Sir William Robinson                                                        | 1891年12月10日 | 1898年2月1日                 |
| 総督代理                                                         |                              | ウィルソーン・ブロック 布力 Wilsone Black                                                                            | 1898年2月1日   | 1898年11月25日               |
| 12                                                               |                              | サー・ヘンリー・アーサー・ブレイク 卜力 Sir Henry Arthur Blake                                                       | 1898年11月25日 | 1903年11月21日               |
| 総督代理                                                         |                              | サー・フランシス・ヘンリー・メイ 梅含理 Francis Henry May                                                            | 1903年11月21日 | 1904年7月29日                |
| 13                                                               |                              | サー・マシュー・ネイザン 彌敦 Sir Matthew Nathan                                                                     | 1904年7月29日  | 1907年4月20日                |
| 総督代理                                                         |                              | サー・フランシス・ヘンリー・メイ 梅含理 Francis Henry May                                                            | 1907年4月20日  | 1907年7月29日                |
| 14                                                               |                              | フレデリック・ルガード 盧吉 Sir Frederick Lugard, later 1st Baron Lugard                                             | 1907年7月29日  | 1912年3月16日                |
| 総督代理                                                         |                              | サー・クロード・セバーン 施勳 Claud Severn                                                                           | 1912年3月16日  | 1912年7月4日                 |
| 15                                                               |                              | サー・フランシス・ヘンリー・メイ 梅含理 Francis Henry May                                                            | 1912年7月4日   | 1918年9月12日                |
| 総督代理                                                         |                              | サー・クロード・セバーン 施勳 Claud Severn                                                                           | 1918年9月12日  | 1919年9月30日                |
| 16                                                               |                              | 司徒拔 Sir Reginald Edward Stubbs                                                                                    | 1919年9月30日  | 1925年10月31日               |
| 17                                                               |                              | サー・セシル・クレメンティ 金文泰 Sir Cecil Clementi                                                                 | 1925年11月1日  | 1930年2月1日                 |
| 総督代理                                                         |                              | サー・トマス・サウソーン 修頓 Sir Thomas Southorn                                                                    | 1930年2月1日   | 1930年5月9日                 |
| 18                                                               |                              | サー・ウィリアム・ピール 貝璐 Sir William PEEL                                                                       | 1930年5月9日   | 1935年12月12日               |
| 19                                                               |                              | サー・アンドリュー・カルデコット 郝德傑 Sir Andrew CALDECOTT                                                         | 1935年12月12日 | 1937年10月28日               |
| 20                                                               |                              | サー・ジョフリー・アレクサンダー・スタフォード・ノースコート 羅富國 Sir Geoffry Alexander Stafford NORTHCOTE         | 1937年10月28日 | 1941年9月10日                |
| 21                                                               |                              | サー・マーク・エイチソン・ヤング 楊慕琦 Sir Mark Aitchison YOUNG                                                     | 1941年9月10日  | 1941年12月25日               |
| 日本占領時期の香港                                               |                              | |                |                              |
| 軍政庁長官                                                       |                              | 酒井隆 Lt. Gen. Takashi Sakai                                                                                        | 1941年12月25日 | 1942年2月20日                |
| 軍政庁長官                                                       | 新見政一 Gen. Masaichi Niimi | | 1941年12月25日 | 1942年2月20日                |
| 1 占領地総督                                                     |                              | 磯谷廉介 Lieutenant General Rensuke Isogai                                                                           | 1942年2月20日  | 1944年12月24日               |
| 2 占領地総督                                                     |                              | 田中久一 Lieutenant General Hisakazu Tanaka                                                                          | 1945年2月1日   | 1945年8月15日                |
| 終戦後                                                           |                              | |                |                              |
| 殖民地臨時首長                                                   |                              | サー・フランクリン・チャールズ・ジムソン 詹遜 Franklin Charles Gimson, later Sir Franklin Charles Gimson             | 1945年8月15日  | 1945年9月1日                 |
| 軍政府総督                                                       |                              | サー・セシル・H・J・ハーコート 夏慤 Sir Cecil Halliday Jepson Harcourt                                               | 1945年9月1日   | 1946年4月30日                |
| 21 復任                                                          |                              | サー・マーク・エイチソン・ヤング 楊慕琦 Sir Mark Aitchison YOUNG                                                     | 1946年5月1日   | 1947年7月25日                |
| 22                                                               |                              | サー・アレキサンダー・ウィリアム・ジョージ・ヘルダー・グランサム 葛量洪 Sir Alexander William George Herder GRANTHAM | 1947年7月25日  | 1958年1月23日                |
| 23                                                               |                              | サー・ロバート・ブラウン・ブラック 柏立基 Sir Robert Brown BLACK                                                     | 1958年1月23日  | 1964年4月14日                |
| 24                                                               |                              | サー・デイヴィッド・クライヴ・クロスビー・トレンチ 戴麟趾 Sir David Clive Crosble TRENCH                             | 1964年4月14日  | 1971年11月19日               |
| 25                                                               |                              | クロフォード・マレー・マクレホース 麥理浩 Sir Murray MacLEHOSE, later Baron MacLehose of Beoch                       | 1971年11月19日 | 1982年5月20日                |
| 26                                                               |                              | サー・エドワード・ユード 尤德 Sir Edward YOUDE                                                                       | 1982年5月20日  | 1986年12月5日 （在任中死亡） |
| 代理                                                             |                              | サー・デイビッド・エイカーズ＝ジョーンズ 鍾逸傑 Sir David AKERS-JONES                                                | 1986年12月6日  | 1987年4月9日                 |
| 27                                                               |                              | デイビッド・クライブ・ウィルソン 衛奕信 Sir David WILSON, later Baron Wilson of Tillyorn                             | 1987年4月9日   | 1992年7月9日                 |
| 28                                                               |                              | クリストファー・フランシス・パッテン 彭定康 Rt. Hon. Christopher Francis PATTEN, later Baron Patten of Barnes        | 1992年7月9日   | 1997年6月30日                |
| 1997年7月1日，香港特別行政区成立。香港特別行政区行政長官を参照。 |                              | |                |                              |